# Duliby (rejon żydaczowski)
Duliby – wieś na Ukrainie w rejonie stryjskim (do 2020 roku w rejonie żydaczowskim) należącym do obwodu lwowskiego.

## Położenie
Na podstawie Słownika geograficznego Królestwa Polskiego i innych krajów słowiańskich: Duliby to wieś w powiecie bóbreckim, 18 km na południe od Bóbrki, 7 km na północny wschód od Chodorowa, 8 km na zachód od Podkamienia Własność Włodzimierza Russockiego.